# سیارک ۶۲۳۲
سیارک ۶۲۳۲ (به انگلیسی: 6232 Zubitskia، نامگذاری:1985SJ3) شش هزار و دویست و سی و دومین سیارک کشف شده‌است که در ۱۹ سپتامبر ۱۹۸۵ کشف شد.
قدر مطلق سیارک برابر ۱۳٫۷۰ است.